# Gut Grünholz

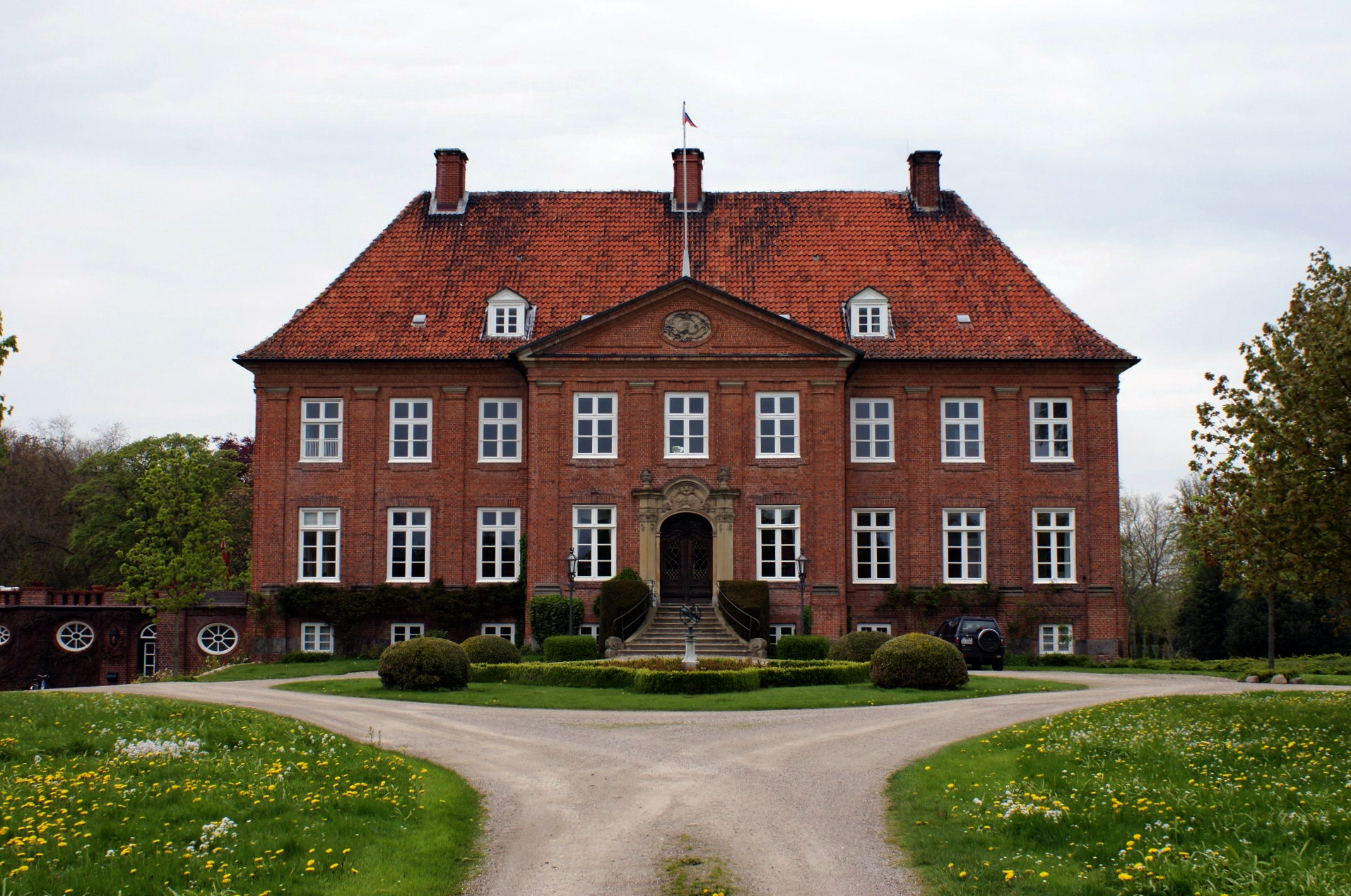
Das Herrenhaus auf Gut Grünholz

Das Gut Grünholz (dänisch Grønholt gods) liegt in der Ortschaft Thumby in der Landschaft Schwansen im nordöstlichen Schleswig-Holstein. Das ehemals Adlige Gut mit seinem barocken Herrenhaus wird seit dem Mittelalter bis in die Gegenwart bewirtschaftet. Es befindet sich im Besitz der Familie Schleswig-Holstein-Sonderburg-Glücksburg, die zu einer der verbliebenen herzoglichen Linien des Hauses Oldenburg in Schleswig-Holstein gehören.

## Geschichtlicher Überblick
Das Gut geht auf eine curia, einen mittelalterlichen Wirtschaftshof der Schleswiger Bischöfe zurück. Es wurde 1463 das erste Mal in den Aufzeichnungen erwähnt und dabei Hartwig Sehestedt als Eigentümer genannt. Er errichtete nahe dem Hof eine kleine Turmburg, verkaufte aber Grünholz schon bald weiter, denn bereits 1475 ist der Ritter Benedikt von Pogwisch als Eigentümer bezeugt. In dessen Zeit wandelte sich die einstige Grund- in eine Gutsherrschaft. 1517 verkaufte sein Sohn Wulf von Pogwisch († 1534) Grünholz an den Herzog Friedrich von Holstein, der es zwei Jahre später gegen das Gut Hütten mit Sievert von der Wisch tauschte. Durch Erbfolge kam Grünholz 1655 wieder an die Familie Pogwisch und 1716 an die Familie Ahlefeld, die bis 1732 auf Grünholz verblieb und es dann an die Familie Thienen verkaufte. Auch im 18. Jahrhundert wechselten die Besitzer durch Verkäufe und Erbgänge mehrfach: Auf Ida Lucia von Thienen, geb. Brockdorff, die das heutige Herrenhaus errichteten ließ, folgten 1752 in der Erbfolge eine Linie der Plessen. 1807 erwarb die Familie Buchwaldt des Gut, 1834 die Grafen Moltke. Magnus von Moltke schließlich siedelte 1855 nach Oberschlesien über und verkaufte das Gut weiter an Herzog Karl zu Schleswig-Holstein-Sonderburg-Glücksburg.
Das Gut erhielt einen eigenen Bahnanschluss durch die Eckernförder Kreisbahnen. Für die herzogliche Familie wurde mit deren finanzieller Unterstützung ein Salonwagen beschafft.
Das über 1.200 Hektar große Gut ist im Besitz der herzoglichen Familie und wird landwirtschaftlich betrieben, die Geschäfte führt Christoph Prinz zu Schleswig-Holstein. Das Herrenhaus wird von der Familie bewohnt und ist ebenso wie der Garten nicht zu besichtigen, das Gutsgelände ist durch öffentliche Wege begrenzt zugänglich.

## Baulichkeiten

### Das Herrenhaus
Da sich das Herrenhaus im Besitz einer der einstigen herzoglichen Familien Schleswig-Holsteins befindet, wird es gelegentlich auch als Schloss Grünholz bezeichnet. Es wurde unter Lucia von Thienen, der Witwe Heinrich von Thienens, die der Familie Brockdorff entstammte, von 1749 bis 1752 im Überrest des den Wirtschaftshof einst vollständig umgebenden Grabens errichtet. Es ist noch heute auf zwei Seiten von Wasser umgeben. Der Baukörper ist quaderförmig aus Backstein gemauert und mit einem Walmdach gedeckt, das Haus mit zwei Vollgeschossen über einem Kellersockel ist neun Fensterachsen breit. Der hofseitige Mittelrisalit wird durch einen Dreiecksgiebel betont, im Giebelfeld befindet sich das Monogramm der Bauherrin. Das barocke Sandsteinportal mit dem Doppelwappen der Familien Thienen und Brockdorff wird über eine steinerne Brücke erreicht. Das Herrenhaus ist in seiner Gestalt seit dem 18. Jahrhundert nahezu unverändert, die einzige bedeutende Bauveränderung späterer Zeit ist eine südlich gelegene, unterkellerte Terrasse mit darunter liegenden Wirtschaftsräumen von 1910.
Während die mit Pilasterstellungen gegliederten Fassaden des barocken Gebäudes durch ihre klaren Linien bereits auf den Stil des Klassizismus verweisen, ist die Innenausstattung dem Stil des Rokoko zuzurechnen. Die wandfeste Dekoration der Räume befindet sich weitgehend im Ursprungszustand, der Gartensaal des Herrenhauses wird zu den schönsten Räumen des Rokoko im früheren Herzogtum Schleswig gezählt.

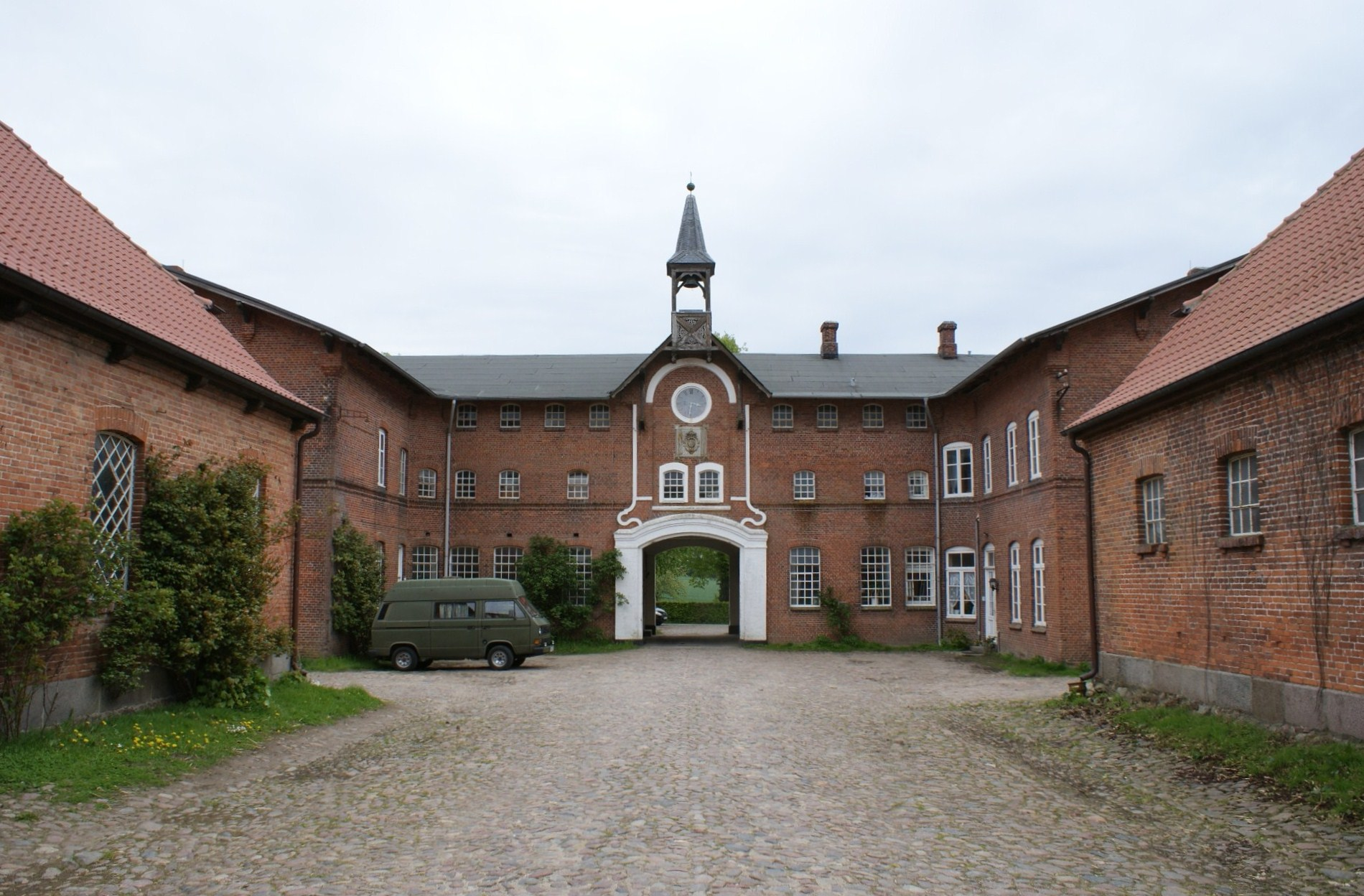
Hofansicht des Torhauses

### Die Gutsanlage und der Garten
Östlich des Herrenhauses befindet sich der große Wirtschaftshof, dessen historischer Baubestand mit Scheunen, Ställen und Nebengebäuden durch ein Großfeuer im Jahr 1888 fast vollständig zerstört wurde. Die heutigen Gebäude stammen vorwiegend aus dem späten 19. und dem frühen 20. Jahrhundert. Der Hof wird durch das historistische Torhaus betreten, auf das symmetrisch je zwei kleinere Wirtschaftsbauten und je zwei große Scheunen folgen, die allesamt axial auf das Herrenhaus ausgerichtet sind. An das Herrenhaus schließt sich in westlicher Richtung ein großer Landschaftsgarten an, der mit Wasserflächen und Baumgruppen gestaltet ist.